# 南膠·皮帕
婻嬌潘芭（？—1440年），是瀾滄王國的一位王后，號稱摩訶黛維，這個詞來源於印度教中女神摩訶黛維。

## 生平
婻嬌潘芭的身份在各史料中說法不同，她可能是桑森泰的長女、妹妹、妻子或繼母。

1421年，桑森泰去世後，嫡子蘭坎登即位，婻嬌潘芭成為了蘭坎登的王后。1431年，蘭坎登去世，長子博隆瑪塔即位，婻嬌潘芭開始參與朝政。

據說，婻嬌潘芭成為瀾滄的實際統治者，控制朝政長達十餘年。她攝政期間，先後殺死了博隆瑪塔、陶尤空、披耶巴、披耶清薩、披耶悶等傀儡國王。1440年，披耶琴吉死後，她曾自立為王，成為老撾歷史上少有的幾位女王之一。但是不久之後，她就被老撾貴族推翻誅殺。

中國和越南文獻中雖然有對老撾內亂的描述，但是幾乎沒有提及婻嬌潘芭的存在。越南文獻《大越史記全書》中提到“剛娘”，很可能與之有關：
```
    己未六年[明正統四年,1439年]春正月，帝親征復禮等州。時琴蛮擾害邊民，帝命將問罪。哀牢咱琴蛮、
剛娘
等遣其杻花出兵象三萬餘來援，侵掠復禮等州，帝親董六師征之。
```

婻嬌潘芭大約在1440年冬季湄公河水位下降之時去世，她死後，老撾貴族們擁立披耶猜為蘭滄國王。

## 混亂時期
自1431年至1440年，老撾經歷了十年的混亂時期。編年史中多將此事歸咎於婻嬌潘芭擅權。蘭琴登之後，大約有五、六位國王，但是繼承循序和年代卻有出入。

1. 博隆瑪塔（3年）→凱逋班（9個月）→披耶清薩（1年6個月）→披耶巴（10個月）→披耶康吉（2年2個月）；
2. 博隆瑪塔（10個月）→披耶巴（5個月）→披耶悶（6個月）→披耶凱（3年）→披耶清薩（7個月）→陶尤空（8個月）→披耶康吉（3年）

結合中國、越南文獻，可以推測出第一條的繼承順序更加接近實際情況，因此這一時期蘭滄王國的繼承順序及在位時間大致為：

博隆瑪塔（3年）→陶尤空/凱逋班/披耶凱（8-9個月）→披耶清薩（1年6個月）→披耶巴（10個月）→披耶悶（6個月）→披耶康吉（2年2個月）；